# 鯨魚座κ1
鯨魚座κ1（κ1 Cet、κ1 Ceti）是在天球赤道上鯨魚座內的一顆黃矮星，距離大約30光年。這顆恆星被發現有著快速的旋轉，周期大約為9天。雖然尚未證實有太陽系外行星環繞著這顆恆星，但鯨魚座κ1被認為是擁有類地行星（像地球）的最佳候選者之一。這顆恆星也被懷疑是聯星，但尚未得到證實。也不要將它與距離遠了約10倍的鯨魚座κ2混淆。

## 恆星的伴星
鯨魚座κ1是一顆恆星，屬於光譜類型G5Ve的黃矮星。這顆恆星的光譜自1943年起就擔任恆星光譜分類的穩定錨點之一。這顆恆星的質量大約與太陽一樣，半徑約為太陽的95%，但是亮度只有太陽的85%。尚不清楚這顆恆星是否有比氫更重的元素，但確定它的鐵元素含量介於太陽的98%至240%。鯨魚座κ1比太陽年輕，年齡可能才只有8億歲。
這顆恆星的自轉非常快速，大約每9天就自轉一周，據此推算的年齡相對更年輕，只有數億年。由於星斑的變化，光度的變化週期與自轉週期略有不同。在週期上的變化被認為是類似於太陽在不同緯度有著不同轉速的差動自轉。鯨魚座κ1的星斑出現的緯度範圍從10°到75°。這顆恆星的磁場性質使它"非常適合在過去某一個關鍵點上的太陽與地球"。
根據最近的假設，來自類太陽恆星的異常強烈的恆星閃焰，可能引發巨大行星磁場與緊鄰軌道的恆星磁場產生交互作用。一些光譜類型從F8至G8，類似太陽的恆星，都曾被發現曾經歷過被稱為超級閃焰（日冕大量拋射）的磁場爆發，釋放出的能量比曾經觀測到的最巨大太陽閃焰強100至1,000萬倍，巨大的磁能爆發使它們的亮度短期內增加了20倍。在1998年，9顆類太陽恆星（包括鯨魚座κ1）曾經產生平均約每世紀一次的超級閃焰。無論這些恆星自轉得非常快，有密近的伴星，或是都很年輕。以前，未曾在太陽這一類型的主序星觀察到這種大閃焰，但是它們通常都是一群黯淡的主序星，是被稱為閃光星的帶紅色的M型矮星。
這顆恆星的空間速度是分量(U, V, W) = (−22.41, −4.27, −5.32) km/s，但還不知道它屬於哪一個移動星群的成員。

## 可能的行星系
使用徑向速度技術搜尋可能的伴星，但迄今尚未在鯨魚座κ1周圍尋獲棕矮星或軌道在熱區內環繞著的行星。鑒於經常發生的超級閃焰，即使在內側有類地行星存在，也不太可能有類似地球的生物生存著。距離這顆恆星0.92天文單位（介於金星和地球相對於太陽的距離之間）是適合地球型行星（與液態水）穩定存的距離。在這個距離上的一顆行星，會有大約342天的軌道週期。

## 外部連結
- Kaler, Jim. . STARS. University of Illinois.   [2008-07-09]. （原始内容存档于2008-09-07）.
- . SolStation.   [2008-07-09]. （原始内容存档于2021-05-08）.
- Pulliam, Christine. . Harvard-Smithsonian Center for Astrophysics. March 16, 2016  [2016-03-16]. （原始内容存档于2021-03-04）.